# Montgeron
Montgeron là một xã ở tỉnh Essonne thuộc vùng Île-de-France miền bắc nước Pháp.
Theo điều tra dân số năm 1999, dân số xã này là 21.905 người. Ước tính dân số năm 2005 là 22.900.
Danh xưng cư dân địa phương Montgeron trong tiếng Pháp là Montgeronnais.